# Isabel Picaza González
Isabel Picaza González (Baracaldo, Vizcaya, 1934) es una pianista española.
Estudió piano con el profesor Aurelio Castrillo y música de cámara con Gabriel Verkós en el Conservatorio Vizcaíno de Música, logrando los Primeros Premios de Piano y Música de Cámara a la temprana edad de catorce años.
Isabel Picaza realizó su debut pianístico a los dieciséis años, interpretando junto a la Orquesta Municipal de Bilbao y dirigida por el maestro Jesús Arámbarri y Gárate
el Concierto para piano n.º 1 de Chaikovski. 
Trabajó con el profesor Juan Carlos Gómez Zubeldia (1924-1992), con quien perfeccionó no sólo su técnica, sino también la interpretación musical y que más tarde se convirtió en su marido.
Entre 1953 y 1955 asistió a los cursos de la Accademia Musicale Chigiana de Siena (Italia), consiguiendo el "Diploma de Honor" en el Concurso Internacional de Piano Gian Battista Viotti en Vercelli (Italia, 1955). 
En 1.961 ganó el "Primer Concurso Internacional de Piano" de Bilbao y se presentó en el Ateneo de Madrid y Barcelona (Palacio de la Música Catalana) interpretando en el "Concierto" de Manuel de Falla junto a un conjunto instrumental dirigido por Benito Lauret. Al año siguiente regresó a Madrid e interpretó las Variaciones Sinfónicas de Cesar Franck con a la Orquesta Nacional de España y la dirección del director rumano Constantin Silvestri.
Entre 1968 y 1972, formó parte del Quinteto Clásico de Radio Televisión Española (R.T.V.E.), formación en la que el primer violín era Eduardo Hernández Asiain. Durante cuatro años tocaron en diferentes salas de España y Europa y realizaron diversas grabaciones, como el Quinteto op.57 de Shostakóvich o las Sonatas de violín y piano de Fauré, grabadas con el maestro Hernández Asiain.
Aparte de los ya citados Jesús Arámbarri y Constantin Silvestri, Isabel Picaza fue dirigida por otros prestigiosos maestros de la talla Bruno Muñoz, Cristóbal Halffter, Benito Lauret, Gabriel Rodó, Rafael Frühbeck de Burgos y Colman Pearce entre otros.
Desde el año 1972 se dedicó a la docencia como profesora de piano en el Conservatorio de Bilbao, finalizando su trayectoria docente en el Conservatorio de su ciudad natal, Baracaldo.
Sin embargo los días 12 y 13 de diciembre de 1985 volvió a tocar en público. Fue en el teatro Campos Eliseos de Bilbao, interpretando con la Orquesta Sinfónica de Bilbao el Concierto n.º 3 para piano y orquesta de Prokofieff bajo la dirección de Colman Pearce, cosechando un gran éxito de crítica y público.